# 德拉文 (堪薩斯州)
德拉文（英語：Delavan）是位於美國堪薩斯州摩里斯縣的一個非建制地區。

## 地理
德拉文所處的海拔為高於海平面458米（即1503英呎），而該地所採用的時區為UTC-6，即北美中部時區（CST）。同時該地設有夏令時間，為UTC-6調快一小時，即UTC-5（CDT）。